# Козубай
Козубай (каз. Қозыбай) — упразднённое село в Карасуском районе Костанайской области Казахстана. Входило в состав Восточного сельского округа. Исключено из учётных данных в 2017 г. Код КАТО — 395236500.

## Население
В 1999 году население села составляло 232 человека (115 мужчин и 117 женщин). По данным переписи 2009 года, в селе проживал 81 человек (38 мужчин и 43 женщины).